# Elmia Wood
Elmia Wood (Большая Elmia) — крупная международная лесопромышленная выставка, проходящая один раз в четыре года в городе Йёнчёпинг (Швеция). Организатором выставки выступает выставочный комплекс Elmia. Международный успех выставки обеспечивается всесторонним развитием лесного хозяйства и лесозаготовок в Швеции.

## Описание
На выставку регулярно заявляется почти 500 экспонентов из 50 стран мира. Elmia Wood занимает площадь более 260 000 м² лесистой местности, где проводятся показательные валки леса, демонстрации работы различных лесозаготовительных машин и сопутствующего оборудования. Экспозиция выставки разделена на большую и малую площадки между которыми организовано автобусное сообщение. На большой площадке выставляются крупные фирмы, на малой в основном представлена продукция региональных производителей. На выставке можно посмотреть в действии:
- лесозаготовительную технику ведущих мировых производителей
- технику и оборудование для измельчения древесины (рубильные машины)
- лесную технику на базе квадроциклов, тракторов и самоходных тележек
- гидроманипуляторы
- лебедки для трелёвки брёвен
- прицепы для перевозки леса
- дровоколы, дровокольные станки
- ручной электро- и бензоинструмент

Особенностью выставки является продажа лесозаготовительной техники бывшей в употреблении.
У выставки Elmia Wood есть младшая сестра - выставка SkogsElmia, которая также проводится раз в четыре года (через 2 года после Большой Элмии) в том же месте. SkogsElmia больше ориентирована на местный шведский рынок и специалистов стран Балтии и гораздо скромнее по размерам.

## Фото

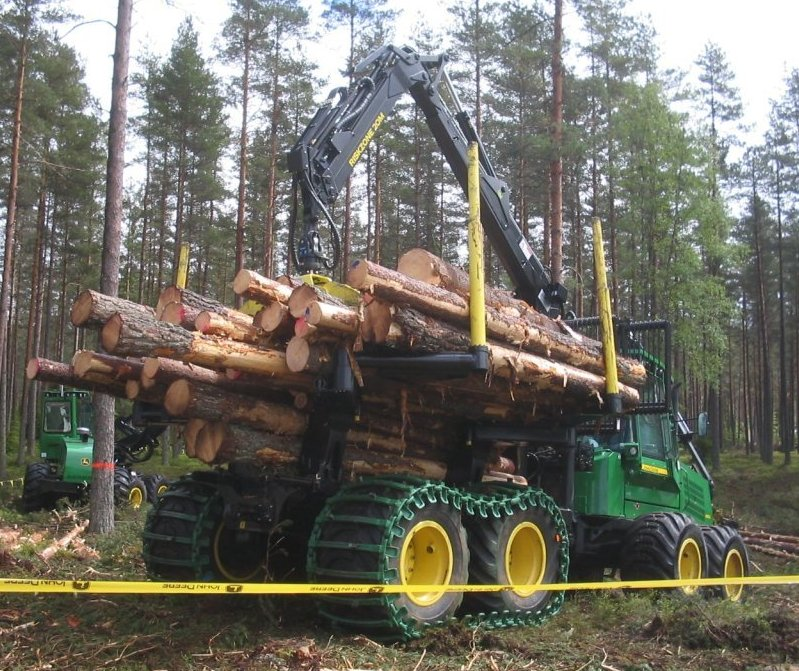
Форвардер «TimberJack»
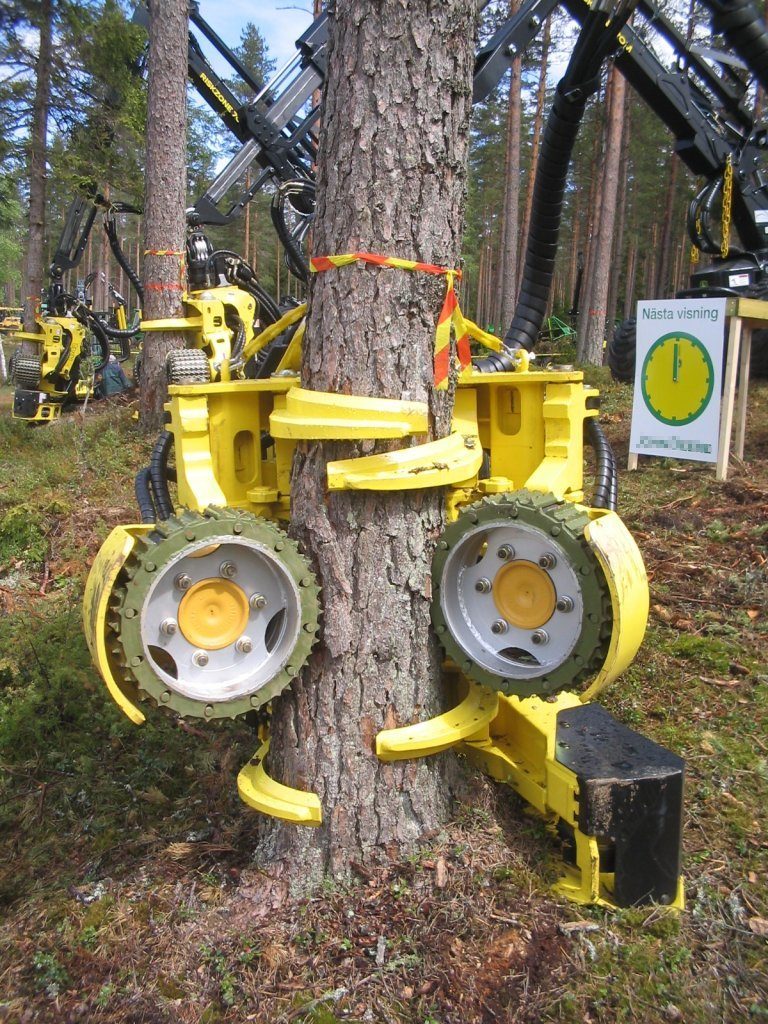
Харвестерная головка